# Ozkotrupno letalo
Ozkotrupno letalo, ang. Narrow-Body Aircraft ali Single-Aisle Aircraft, je potniško letalo s premerom trupa med 3 in 4 metri in enim prehodom oziroma hodnikom med sedeži po dolžini letala. Običajno imajo od 2 do 6 sedežev v vrsti. Večinoma se uporabljajo za lete do 6000 kilometrov, za daljše lete pa se po navadi uporabljajo širokotrupna letala.
Večinoma ozkotrupnih letal je opremljena z reaktivnimi motorji, lahko pa so tudi turbopropelerska letala, kot so na primer ATR-72, Dash 8, Be1900 in druga, ali pa so opremljena z batnimi motorji, kot na primer Douglas DC-3. Nadzvočni letali Concorde in Tupoljev Tu-144 sta prav tako bili ozkotrupni.
Po navadi imajo do 200 sedežev, največje ozkotrupno letalo Boeing 757 pa jih ima 289. Segment 200-853 sedežev pokrivajo širokotrupna letala.

## Seznam ozkotrupnih letal

### 7 sedežev v vrsti
- BAe Trident[1]

### 6 sedežev v vrsti
- Airbus A320
- Boeing 707
- Boeing 720
- Boeing 727
- Boeing 737
- Boeing 757
- Bristol Britannia
- Douglas DC-8
- Lockheed L-188 Electra
- Tupolev Tu-114
- Tupolev Tu-154
- Tupolev Tu-204
- Tupolev Tu-334
- Vickers VC10

### 5 sedežev v vrsti
- Airbus A220
- BAC One-Eleven
- BAe 146
- Comac ARJ21
- COMAC C919
- Convair 880
- Convair 990
- de Havilland Comet
- Fokker F28
  - Fokker 70
  - Fokker 100 –
- McDonnell Douglas DC-9
  - McDonnell Douglas MD-80
  - Boeing 717
- Antonov 148
- Sud Aviation SE 210 Caravelle
- Boeing 377 Stratocruiser
- Douglas DC-4
- Douglas DC-6
- Douglas DC-7 –
- Lockheed Constellation
- Vickers Viscount

### 4 sedeži v vrsti
- ATR 42
- ATR 72
- Bombardier Dash 8
- Bombardier CRJ
- Concorde
- Convair CV-240
- Douglas DC-3
- Embraer E-Jet family
- Tupolev Tu-144

### 3 sedeži v vrsti
- Embraer ERJ 145 family
- Saab 340